# Uslonia
Uslonia es un género de foraminífero bentónico de la familia Usloniidae, de la superfamilia Parathuramminoidea, del suborden Fusulinina y del orden Fusulinida. Su especie tipo es Uslonia permira. Su rango cronoestratigráfico abarca el Frasniense superior (Devónico superior).

## Discusión
Clasificaciones más recientes incluirían Uslonia en el suborden Parathuramminina, del orden Parathuramminida, de la subclase Afusulinina y de la clase Fusulinata.

## Clasificación
Uslonia incluye a las siguientes especies:
- Uslonia orientalis†
- Uslonia permira†